# Ferme des Plantins
La ferme des Plantins est une ferme située en France sur la commune des Estables, dans la région Auvergne-Rhône-Alpes.

## Localisation
La ferme est située dans le département français de la Haute-Loire, sur la commune des Estables, dans l'ancienne région administrative d'Auvergne.

## Historique
Cet édifice illustre le patrimoine rural caractéristique de la région Mézenc-Meygal. Avec ses agencements spécifiques et ses matériaux traditionnels tels que le logis carré et la vaste grange-étable reliés par un passage voûté, ainsi que les toitures en lauze, il représente le modèle standard des fermes de cette zone. L'analyse dendrochronologique des bois du logis indique une datation de 1540-1541. Quelques ouvertures semblent avoir été ajoutées postérieurement au début du XVIIe siècle. Au XVIIIe siècle, la ferme fait partie des propriétés de la chartreuse de Bonnefoy, marqué par la construction de l'appentis et de la grange.

## Protection
La ferme est classée au titre des monuments historiques par arrêté du 19 décembre 2005.